# Anomalie climatiche del 535-536
Le anomalie climatiche del 535-536 furono degli eventi verificatisi su scala globale e che portarono, nel breve termine, in particolare nell'emisfero settentrionale, a conseguenze quali il raffreddamento della temperatura media più grave e prolungato negli ultimi due millenni. 
L'opinione più comune degli storici e dei ricercatori è che tali anomalie fossero causate da una vasta nuvola di pulviscolo atmosferico, durata 18 mesi, dovuta forse a una grande eruzione vulcanica, in Indonesia secondo alcuni, in Islanda secondo altri, in diversi luoghi della Terra ed in diversi anni tra il 535 ed il 550 secondo altri ancora. Altre ricerche ipotizzano anche il violento impatto con un meteorite.
Qualunque ne fosse la causa, gli effetti ebbero diffusione globale, provocando anomalie climatiche, cattivi raccolti e carestie in tutto il mondo. Nel 536 una misteriosa nebbia oscurò i cieli di Europa, Medio Oriente e parte dell'Asia per 18 mesi, sconvolgendo il clima.

## Prove documentali
Lo storico bizantino Procopio registra per il 537, nella sua Istoria delle guerre vandaliche, Libro secondo, Capo XIV, "Tutto quest'anno fu eziandio segnalato da un grandissimo prodigio, apparendo il sole privo di raggi a simiglianza della luna, e quasi il più dei giorni cercaronlo indarno gli umani sguardi; spoglio pertanto dell'ordinario chiaror suo risplendeva oscuro e fosco anzi che no: presagio, al tutto verificatosi, d'imminente guerra, di peste, fame, e d'ogni altro malore correva in quello stante l'anno decimo dell'imperatore Giustiniano".
Se ne trova traccia anche nell'epistola 25 delle Variae di Cassiodoro, datata dagli studiosi in un periodo compreso tra il 533 e il 538, e che dipinge a tinte fosche uno scenario quasi apocalittico, in cui il “sole sembra aver perso la capacità di splendere e ha assunto un colore bluastro (…), i corpi non lasciano ombre sul terreno, la luce solare un tempo potente riesce a scaldare solo debolmente la pelle, e tutto scorre come in un'interminabile eclissi lunga un intero anno (…), in estate è mancato il caldo, i raccolti sono stati gelati dai venti del nord (…) e la pioggia non vuol più cadere dal cielo”.
Altre anomalie climatiche furono riportate negli anni successivi, come quelle riportate da Paolo Diacono nel 590.
Gli Annali gaelici irlandesi registrano i seguenti eventi:
- cattivi raccolti e carestie nell'anno 536 secondo gli Annali dell'Ulster
- cattivi raccolti e carestie negli anni 536-539 secondo gli Annali di Inisfallen

Ulteriori fenomeni sono documentati anche da altre fonti indipendenti:
- basse temperature, con neve durante l'estate (sono riportate nevicate ad agosto in Cina nel periodo delle dinastie del Nord e del Sud, che provocarono un ritardo nei raccolti)[10]
- diffuse mancanze di raccolti[11]
- una densa nebbia secca in Medio Oriente, Cina ed Europa[10]
- siccità in Perù che colpì pesantemente la civiltà Moche[10][12]

## Riscontri scientifici
Gli studi scientifici hanno trovato riscontri ai dati riportati dalle fonti storiche. Una parte di questi studi si basano sull'analisi di campioni di ghiaccio prelevati in Groenlandia e Antartide che evidenziano depositi anomali di solfati databili tra il 532 e il 536 che dimostrano la presenza di un'ampia coltre di polveri acide, tipica dei fenomeni vulcanici.
Altri studi basati sulla dendrocronologia degli alberi delle Alpi europee e delle montagne dell'Altaj, in Russia, hanno confermato che il periodo tra il 536 e il 660 è stato insolitamente freddo in tutta l'Europa e in Asia, tanto che gli autori l'hanno ribattezzato "piccola era glaciale della tarda antichità". Studi analoghi hanno evidenziato una crescita anormalmente ridotta in alcune querce irlandesi nel 536 seguita da un altro brusco rallentamento nel 542, dopo un parziale recupero. Un andamento simile è stato riscontrato negli anelli di alberi in Svezia, Finlandia, nella Sierra Nevada e in esemplari di Fitzroya in Cile.

## Una nuova ipotesi: eruzione sottomarina
Nel 2019 nel corso di un convegno dell'American Geophysical Union, la geologa Dallas Abbott e il suo collega John Barron dell'U.S. Geological Survey hanno presentato una nuova interpretazione dell'evento. La loro analisi di una carota di ghiaccio della Groenlandia indica eruzioni sottomarine che trasportarono sedimenti e microrganismi marini nell'atmosfera, dove contribuirono a oscurare la luce solare.
I ricercatori hanno scoperto un elevato numero di fossili provenienti da aree tropicali depositati nel ghiaccio della Groenlandia durante il VI secolo. Ciò indica che eruzioni sottomarine vicino all'equatore potrebbero aver contribuito all'epico oscuramento del cielo durante il 536-537.
È noto che le eruzioni vulcaniche rilasciano zolfo e altre particelle nell'atmosfera che possono bloccare la luce solare. Ma i dati geologici indicano solo grandi eruzioni nel 536 e nel 541, che non sono sufficienti a spiegare il picco di nove anni di calo della crescita degli alberi. Inoltre, ci vorrebbero molto zolfo e cenere per oscurare il cielo così tanto, e parte di quel materiale dovrebbe essere visibile negli strati di roccia e nelle carote di ghiaccio. Tuttavia la quantità di solfato depositata non è così elevata come in altre eruzioni in cui si verifica un oscuramento simile.
Questo aveva portato Abbott e Barron a sospettare che forse l'impatto di rocce spaziali avrebbe potuto sollevare abbastanza polvere da causare l'oscuramento. Ma ora, dopo aver analizzato una carota di ghiaccio della Groenlandia, hanno un'altra teoria. Da una carota di ghiaccio chiamata GISP2, gli scienziati hanno analizzato attentamente gli strati di ghiaccio depositatisi tra il 532 e il 542. Hanno misurato la chimica dell'acqua di disgelo ed estratto fossili microscopici per studiarli al microscopio. Sorprendentemente, gli strati della carota di ghiaccio contenevano numerosissimi fossili di specie microscopiche che avrebbero vissuto in acque calde tropicali.
Il team sospetta che siano state spinte nell'atmosfera da eruzioni vulcaniche sottomarine vicino all'equatore. Invece di emettere grandi quantità di zolfo, queste eruzioni sottomarine (avvenute approssimativamente tra il 536 e il 538 d.C.) avrebbero vaporizzato l'acqua di mare, trasportando nell'atmosfera sedimenti ricchi di calcio e microscopiche creature marine. Dopo aver fluttuato nell'atmosfera per un po', alcune di queste particelle si sarebbero poi depositate nell'Artico.
Le eruzioni vulcaniche equatoriali, in particolare, possono interessare l'intero globo e, una volta in atmosfera, i sedimenti bianchi e i microrganismi sarebbero stati molto efficaci nel riflettere la luce solare nello spazio. Sono anche difficili da rilevare nei sedimenti, il che spiega perché non fossero stati notati prima.

## Conseguenze storiche
Diversi studiosi associano gli sconvolgimenti climatici del 535-536 come causa o concausa di conseguenze di portata storica per diverse popolazioni; tuttavia molte di queste ipotesi non ritrovano riscontri oggettivi.
Per quanto riguarda l'Europa e l'Italia, effetti climatici così devastanti, uniti alle ricorrenti epidemie di peste certamente influirono sulle condizioni di un territorio e di una popolazione già fiaccata dal lunghissimo conflitto greco-gotico.